# Сенат Мичигана
Сенат Мичигана — верхняя палата законодательного собрания американского штата Мичиган. Вместе с палатой представителей, она составляет законодательное собрание Мичигана. Статья IV Констититуции Мичигана, принятой в 1963-м, определяет роль и состав законодательной власти. В сенат избираются на 4 года. Заседающим сената разрешается служить не более 2-х сроков.